# 新萊昂王國
新萊昂王國（西班牙語：Nuevo Reino de León）曾是新西班牙總督區中的行政區域，屬於西班牙殖民帝國的其中一個殖民地。其位置大致坐落於今墨西哥東北部的新萊昂州。

## 歷史

### 建立
新萊昂王國是由西班牙殖民者在1582年建立。當時的西班牙國王菲利佩二世便授予其名“新萊昂王國”，以紀念西班牙王國的構成國之一的萊昂王國。之後，國王菲利佩二世賜予路易斯·卡拉巴哈爾新西班牙總督的這個公職，即路易斯·卡拉巴哈爾成為新西班牙的第一任總督。
新萊昂王國地理位置特殊，其東部面海，而其北部又鄰今德州地方，方便西班牙在之後殖民德克薩斯。

### 歷史
儘管新萊昂王國是新西班牙的一部分，但由於其距離首都墨西哥市和其他主要城市較遠，因此在大部分時間內其都保持自治。隨著時間的推移，他很快和與鄰近的省達成共同的文化。這導致了其之後成為“內省”的一部分。 1786年，該省分裂為三個部分。而其中由新萊昂王國、科阿韋拉省、德克薩斯省和新桑坦德省組成的部分為“內省東部”。隨後，其就一直保持如此，直至1821年加入墨西哥，和少部分加入孤星共和國。